# Tino Cacho
Tino Cacho López (Torrelavega, 1954) es un escultor y decorador de Cantabria (España). 

## Biografía
Llegó a la escultura procedente del campo del diseño y expone desde 1984. Ha decorado los locales emblemáticos de juventud y esparcimiento en Torrelavega, como el Cabaret Oasis. Ha realizado diversos murales públicos en colaboración con Pedro García Abín, como el de la Cámara de Comercio y el del Hotel Moderno (Torrelavega), el del Colegio La Salle (Los Corrales de Buelna), el del Igualatorio Médico, etc. En 1988 le concedieron el Premio Regional de Cerámica y el Premio en la Bienal de Escultura Jesús Otero. Como ceramista, realiza piezas expresionistas, figuras humanas de grandes manos y pies de expresión torturada. Evoluciona hacia materiales como el hierro, poliéster, madera o piedra en obras de carácter más constructivo, aéreo. Una de sus mejores piezas es Confesionario, mueble vertical realizado en acero, de dos metros de altura, con huecos y celosías. 